# Fryderyk Nedela

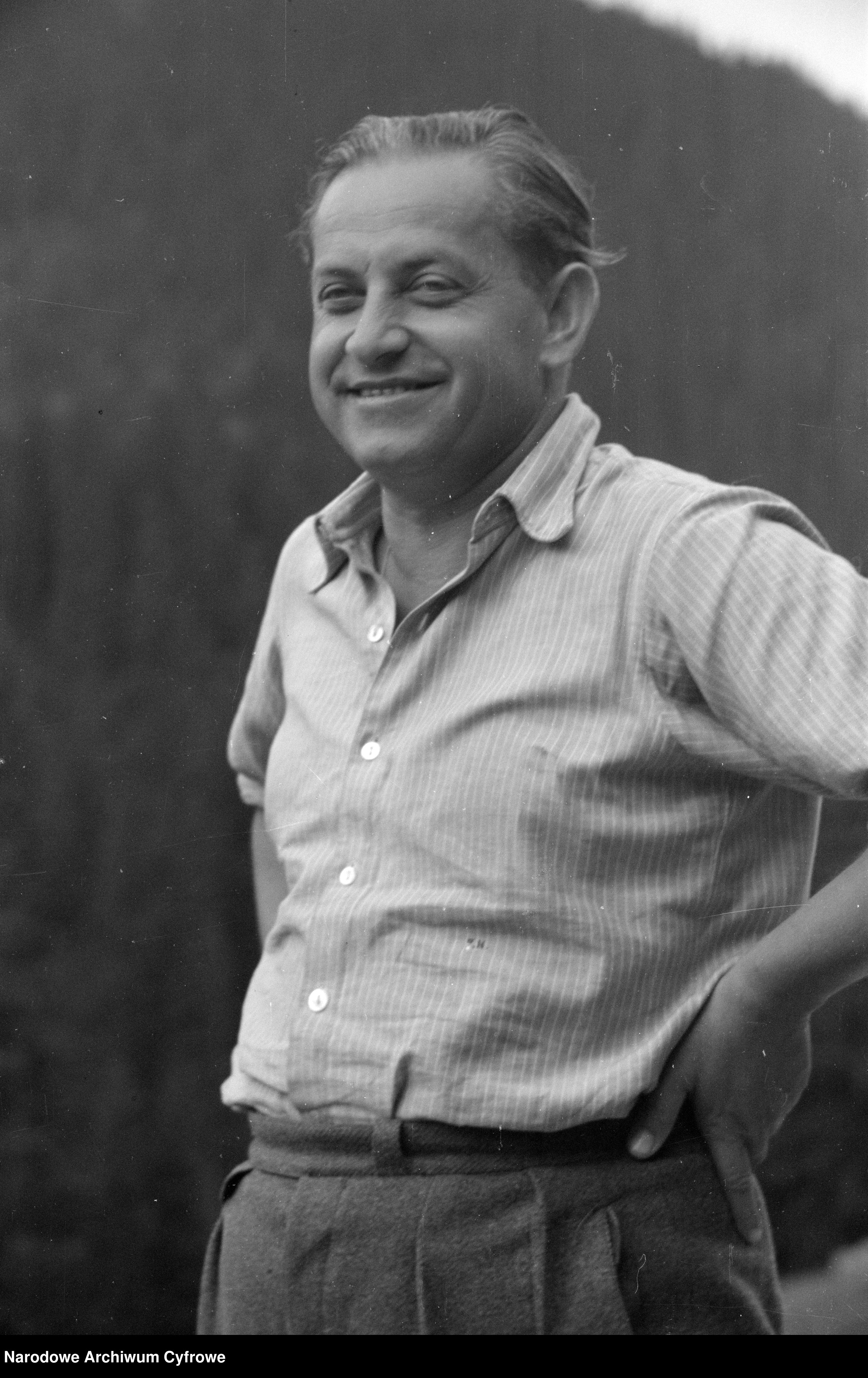
F. Nedela – zdjęcie portretowe z Archiwum fotograficznego Stanisława Magierskiego (NAC)

Fryderyk Oskar Nedela (ur. 20 sierpnia 1905, zm. 27 kwietnia 1990, znany również pod imionami Franciszek oraz Kuba) – polski przedsiębiorca w branży skórzanej, podróżnik, działacz harcerski i społeczny, mecenas i kolekcjoner sztuki.

## Życiorys
Studiował w Wiedniu.
W 1931 odbywał praktyki w Urzędzie Celnym w Katowicach.
Przed wojną pracował jako przedstawiciel firmy Bata w Tunezji oraz Egipcie, a następnie w fabryce Bata S.A. w Chełmku.
Związany z ruchem harcerskim, m.in. z Chorągwią Śląską (w 1929/30 p.o. Kierownika Wydziału Zagranicznego) i z 13 Krakowską Drużyną Harcerską „Czarna Trzynastka" (od 1918).
W czasie wojny współpracował z
Kedywem i SzSz na Lubelszczyźnie.
Po "Czarnej Niedzieli" więziony w Obozie w Płaszowie (od 6 sierpnia 1944).
W 1946 aresztowany przez Komisję Specjalną do Walki z Nadużyciami i Szkodnictwem Gospodarczym.
W 1947 został głównym komandytariuszem Hurtowni Aptecznej Laboratorium Chemicznego Stanisława Magierskiego w Lublinie.
Współautor patentu nr 155146 z 4.05.1972 na „podpodeszwę laminowaną, usztywnioną i wzmocnioną naklejką”. Współautor mapy Kraków w latach wojny i okupacji 1939–1945 wydanej w 1979 pod patronatem Komisji Historycznej Zarządu Dzielnicowego ZBoWiD Kraków-Śródmieście oraz Rady Ochrony Pomników Walki i Męczeństwa.
W latach 80. XX w. stanął na czele komitetu organizacyjnego, którego celem było utworzenie muzeum w krakowskiej Aptece „Pod Orłem”.
Pochowany na Cmentarzu Rakowickim w Krakowie w grobie rodzinnym, razem z żoną Heleną Nedelą (22.02.1906–16.10.1990) oraz Marią Nedelą (11.03.1879–5.12.1959) i Edmundem Nedelą (11.11.1872–24.11.1964).